# Trashumancia en Guipúzcoa
La trashumancia en  Guipúzcoa, provincia del  País Vasco (España),  es una práctica ganadera tradicional que  consiste  en el desplazamiento de los rebaños de ovejas  de las zonas bajas de los valles a los pastos altos en verano y en sentido inverso en invierno.
Es la denominada trashumancia media que tiene sus orígenes desde el comienzo de la domesticación de los animales en el periodo neolítico y tiene su máximo exponente en Guipúzcoa entre los siglos XVIII y XIX.

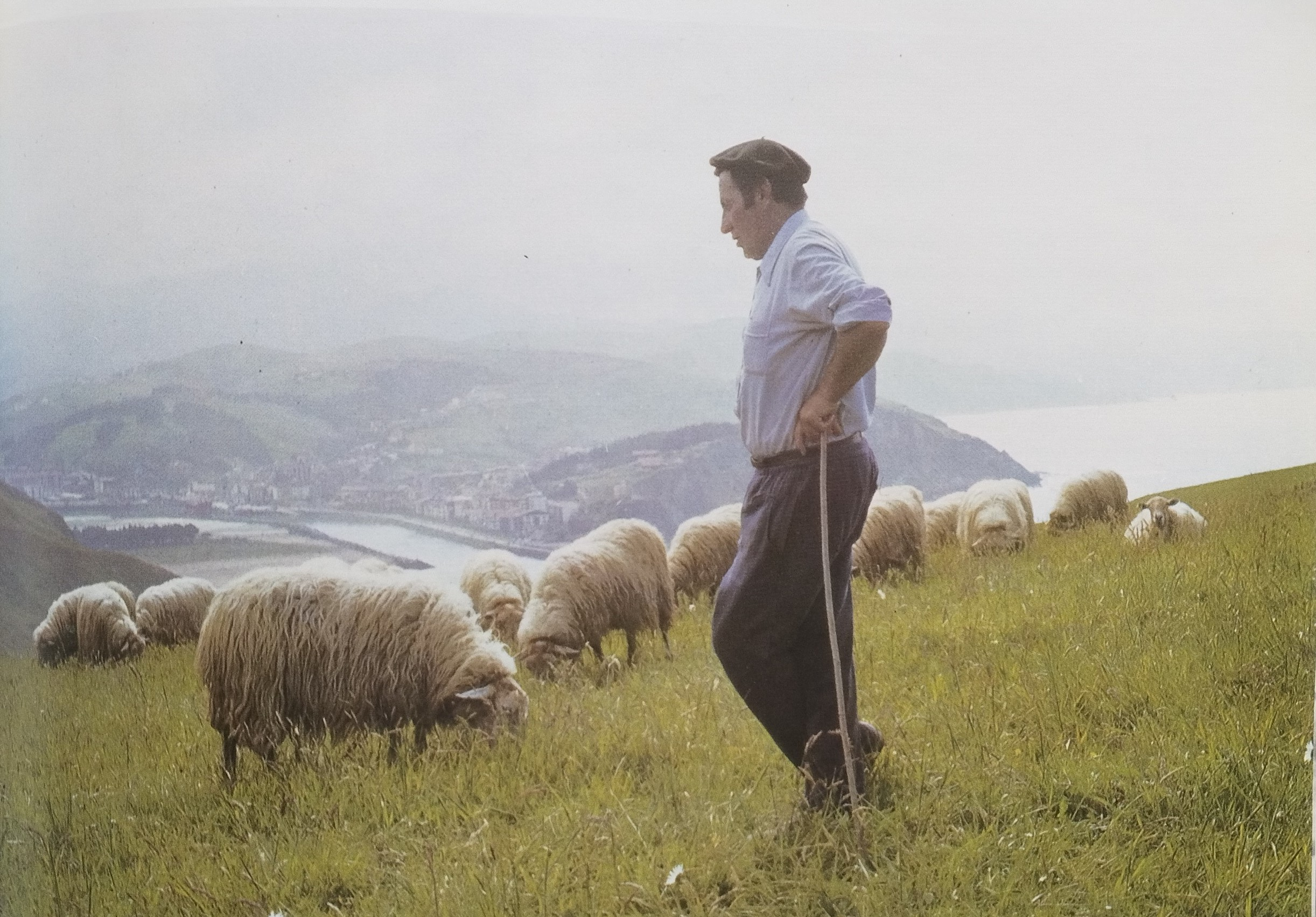
Pastor de Aralar guardando las ovejas en Askizu

El sentido de la trashumancia era que el ganado, fundamentalmente ovejas lachas,  tuviese siempre pasto.
Miles de ovejas seguían el itinerario por diferentes rutas que confluían, fundamentalmente, en las sierras de Aralar, Aitzgorri o el  macizo de Ernio.
En la actualidad  el traslado se realiza en camiones, abandonando casi en su totalidad los antiguos caminos pecuarios. 

## Generalidades
La trashumancia se intensificó en Guipúzcoa a partir de finales del siglo XVII, impulsada por el desarrollo de la ganadería ovina y la creciente demanda de pastos para rebaños en expansión, lo que llevó a una transformación de sus rutas y a su articulación a escala provincial.
En el siglo XVIII hubo pleitos en las Juntas Generales por la utilización de los pastos entre corporaciones locales y los forasteros de la trashumancia que acabaron legislándose.
La trashumancia comenzaba desde los valles bajos a los pastos altos a partir del 1 de mayo en primavera y en sentido inverso a mediados de noviembre.
Los caminos por donde transcurría la trashumancia en Guipúzcoa   eran veredas, de menor anchura que las cañadas reales. 
Cada rebaño de estos pastores solía estar formado por varios cientos de  ovejas y la distancia que recorrían era limitada al ser una provincia pequeña en extensión.  
Miles de ovejas seguían el itinerario por diferentes rutas que confluían, fundamentalmente, en las sierras de Aralar, Aitzgorri o el  macizo de Ernio.
En el mes de abril se celebra en la localidad de Ordicia el "Día del Pastor", una feria que rememora la trashumancia, durante la cual más de 1.500 ovejas cruzan el municipio como parte de una recreación  de esta práctica tradicional. 

## Rutas
Había varias rutas principales:
- Valle de Araiz--Berástegui--Amasa--Andoáin--Urnieta--Hernani--Astigarraga--Alza--Renteria--Oyarzun.
- Aralar--Zaldivia-- Ordicia--Arama--Santa Marina de Arguisiain--Vidania--Zelatun--Ernio-- Andazárate. . De aquí partían dos ramales, uno hacia Cizúrquil-Lasarte. Otro hacia  Aya--Aizarnazábal--Zarauz y Guetaria.
- Idiazábal--Urbía

## Epílogo
La trashumancia no solo constituyó un modo de vida y una forma de intercambio comercial, sino también un fenómeno de interconexión social y cultural entre regiones distantes, que contribuyó a superar el localismo imperante en la antigüedad. 
El trabajo del pastor  era sacrificado e incluía  labores como  el ordeñado de las ovejas y su comercialización, la elaboración de quesos, el  esquileo de las ovejas, entrenar y cuidar  a los perros guardianes del rebaño entre otras.
Los estudios de José Miguel de  Barandiarán y Julio Caro Baroja han sido fundamentales para el entendimiento del fenómeno de la trashumancia en Guipúzcoa. 